# オーデュボン動物園
オーデュボン動物園（オーデュボンどうぶつえん、Audubon Park And Zoological Garden）は、アメリカ合衆国ルイジアナ州ニューオーリンズ市内に存在する動物園。オーデュボン公園内に位置し、チュレーン大学やロヨラ大学に近接している。園名は、鳥類研究家、ジョン・ジェームズ・オーデュボンの名から命名されたもの。

## 概要
1884年、ニューオーリンズで開催された万国博覧会に設置された施設を利用して開園。23haにおよぶ広さや昆虫や海洋生物なども含む2,000頭に及ぶ展示動物数でアメリカ国内屈指の動物園となった。

## 開園日
- 動物園は毎日午前 10 時から午後 5 時まで営業しています。[4]

## 事件
- 2018年7月14日早朝、ジャガーが園内の展示スペースから逃走。開園前でありパニックや人的被害は生じなかったが、アルパカなど6頭の動物が襲われた。ジャガーは当日中に回収され展示スペースに戻された後、翌15日から営業を再開した[5]